# Калинин, Михаил Иванович
Михаи́л Ива́нович Кали́нин (7 [19] ноября 1875, Верхняя Троица, Тверская губерния, Российская империя — 3 июня 1946, Москва, СССР) — российский революционный, советский политический, государственный и партийный деятель. С 1919 года председатель ВЦИК, с 1922 года председатель ЦИК СССР, с 1938 по 1946 год председатель Президиума Верховного Совета СССР.
Член РСДРП с 1898 года (с 1905 года большевик), член ЦК с 1919 г. (кандидат в 1912—1917 гг.), член Политбюро ЦК с 1926 г. (кандидат с 1919 г.); член Оргбюро ЦК ВКП(б) (1919—1920, 1924—1925), кандидат в члены Оргбюро ЦК РКП(б) (1921—1924). Герой Социалистического Труда (1944).
В 1919 году Л. Д. Троцкий назвал его «всероссийским старостой», позднее его стали называть «всесоюзным старостой» и просто «дедушкой Калининым», а также «рабоче-крестьянским президентом» (поскольку на Западе его называли «советский президент Калинин», Soviet President Kalinin).

## Биография

### Ранние годы
Родился в деревне Верхняя Троица Корчевского уезда Тверской губернии (ныне Кашинский городской округ Тверской области), был первенцем в бедной крестьянской семье. Отец Иван Калинникович Калинин (1855 — 1907), отставной солдат, вернулся с военной службы больным, и забота о семье легла на его жену Марью Васильевну (1856 г. р.). Предки его поселились в этой деревне, бывшей вотчиной Тверского архиерея, в первой половине XVIII в. Старейший известный предок Иван Прокофьевич (1701—1773) назван в метрической книге «отписным дьячком», а его жена Васса Семеновна (1713—1776) — дочерью пономаря Космодемьянского погоста Бежецкого у. Семена Андреева.
В 11 лет Михаил, купаясь на пруду, познакомился с детьми местного помещика, владельца имения Тетьково, инженера путей сообщения генерала Д. П. Мордухай-Болтовского. В имение тот приезжал с семьёй только летом, а проживал в Петербурге. Дмитрий Петрович предложил Ивану Калинину взять Михаила на полный пансион и оплатить расходы по его содержанию на время учёбы в земской начальной школе — народном училище, находившемся в 12 верстах от Верхней Троицы, в селе Яковлевское. С 1886 по 1889 г. учился в земском начальном училище, по окончании которого получил похвальный лист «за примерное поведение, прилежание и успехи».

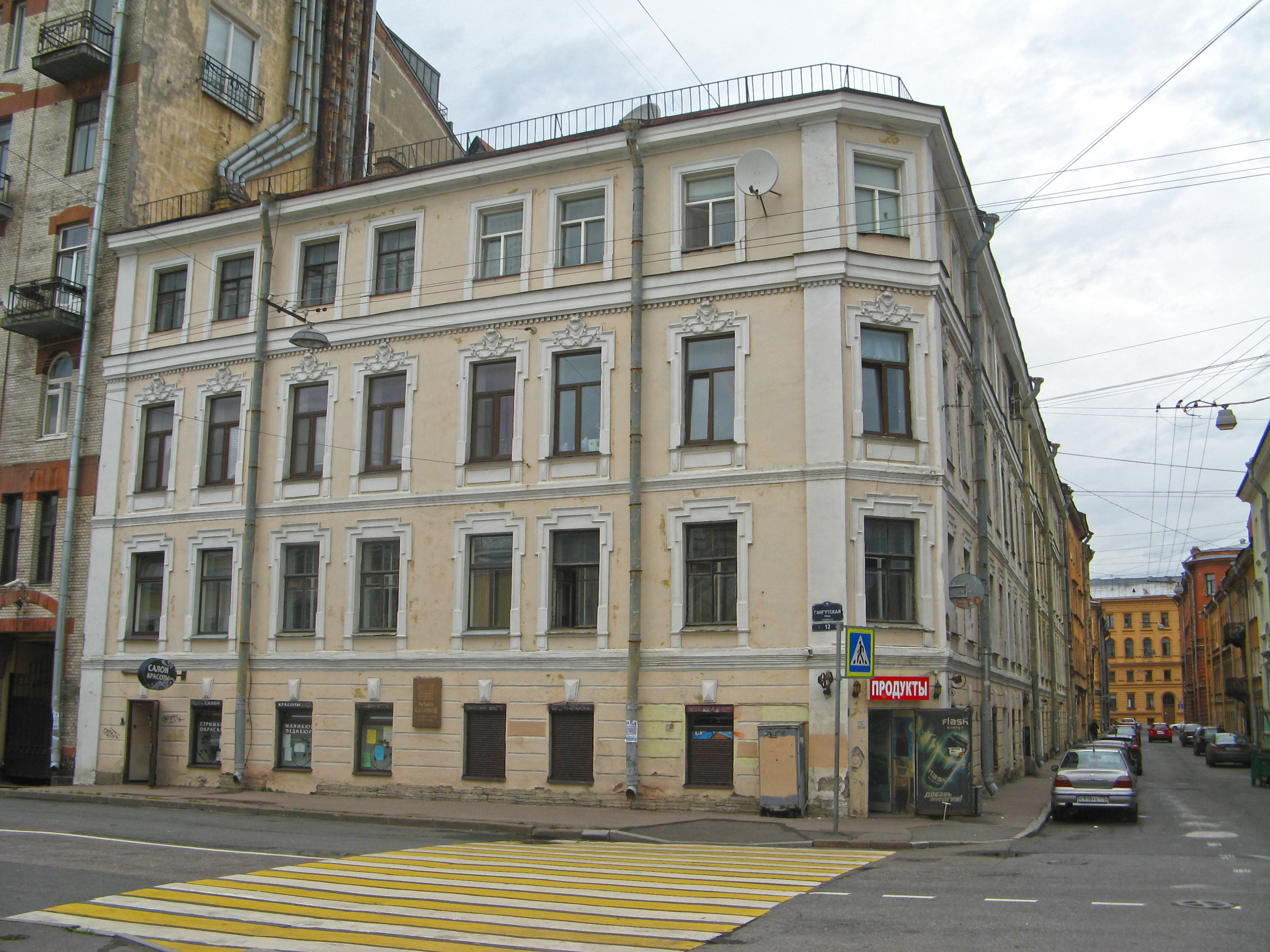
Доходный дом в Соляном переулке, где жил Калинин у Мордухай-Болтовских в Санкт-Петербурге

Осенью 1889 года Мордухай-Болтовские увезли 13-летнего Михаила в столичный Санкт-Петербург, взяв его в дом в качестве «мальчика для домашних услуг» — лакея. Обязанности его были несложными: разбудить барчуков в школу, накормить их завтраком, выгулять собаку, сбегать в лавку. Там Михаил пристрастился к чтению.
Детство и юность Калинина описаны в повести Марии Прилежаевой «С берегов Медведицы» (1955). Михаил служил у Мордухай-Болтовских четыре года, ставших для него временем усиленного самообразования.
Осенью 1893 года Мария Ивановна Мордухай-Болтовская определила 18-летнего Михаила учеником токаря на казённый Санкт-Петербургский патронный завод «Старый Арсенал» в гильзовое отделение (размещалось на Литейном проспекте, д. 3). Там по вечерам посещал заводскую школу.
В 1896 году ушёл с завода «Старый Арсенал», где проработал два с половиной года и перешёл токарем по металлу на Путиловский завод. Там у Калинина завязались первые политические знакомства. В пролетарской среде были рабочие, знавшие и стачки, и тайные собрания, и листовки, и нелегальные кружки. «С путиловской организацией у меня связаны первые годы подполья. На заводе я впервые учился классовой революционной борьбе, впервые познакомился с марксизмом» — вспоминал Калинин в 1933 году.
В 1897 году Калинин поступил во 2-е Нарвское вечернее училище для взрослых рабочих императорского русского технического общества (фото
Старо-Петергофский проспект, 8А). Учился в нём до 1899 года. Там познакомился с Антоном Митревичем.

### Революционная деятельность
Весной 1898 года в старомеханической мастерской Калинину, с помощью приехавшего из Тулы молодого токаря Ивана Кушникова, удалось получить явку в подпольную марксистскую организацию «Союз борьбы за освобождение рабочего класса».
В 1898 году вступил в Российскую социал-демократическую рабочую партию, учреждённую 1 марта в Минске. В том же году начал писать статьи для новой социал-демократической газеты «Рабочая мысль», её номера печатались с октября 1897 года.

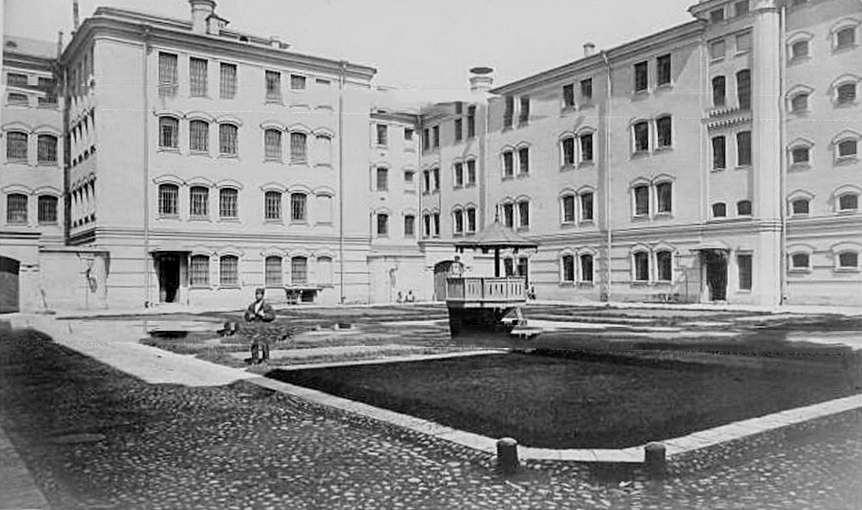
Дом предварительного заключения на Шпалерной

С 3 на 4 июля 1899 года Калинин был арестован вместе с другими членами организованного им марксистского кружка за принадлежность к петербургскому «Союзу борьбы». Он был доставлен в Дом предварительного заключения на Шпалерной, где провёл 10 месяцев. 12 апреля ему было объявлено: он освобождён, но жить в Петербурге впредь не дозволяется, но он может выбрать себе место для постоянного поселения. Калинин выбрал ссылку в Тифлис. 17 апреля выехал из Петербурга, заехал на две недели в родную Верхнюю Троицу и затем отправился в Тифлис.
Там продолжил революционную деятельность в составе центральной группы тифлисской социал-демократической организации (и познакомился со Сталиным). В ночь с 22 на 23 декабря Калинин был арестован и заключён в Метехский замок. В феврале 1901 года освобождён и выслан под негласный надзор полиции в Ревель (Таллин). В марте 1901 года выехал в Ревель и в апреле поступил токарем на завод «Вольта». Работал там около года, организовал подпольную типографию. В 1902 году перешёл работать в Таллинские железнодорожные мастерские. В том же году он объединил все таллинские марксистские кружки в социал-демократическую организацию во главе с Центральным рабочим кружком, являлся активным агентом «Искры».
В январе 1903 года арестован и этапирован в петербургский дом предварительного заключения. Затем переведён в тюрьму «Кресты», где содержался в одиночной камере политических заключённых.
В июле 1903 года освобождён из тюрьмы и выслан в Ревель под особый надзор полиции. Там он вновь устроился на «Вольту», быстро восстановил связи с редакцией «Искры», петербургской искровской группой, получил от них новые материалы и инструкции.
В то же время в июле-августе 1903 года состоялся фактически учредительный съезд РСДРП, на котором произошёл раскол партии на две фракции: последователей Ленина и всех остальных. Сторонники Ленина стали называть себя большевиками, а своих оппонентов — меньшевиками. Извещение о съезде РСДРП было опубликовано в «Искре» в ноябре 1903 года, Калинин после раскола примкнул к большевикам, стремившимся создать боевую пролетарскую партию.
В сентябре 1903 года подал прошение о разрешении выехать из Ревеля. Однако эстляндский губернатор ответил отказом, отметив, что Калинин обязан проживать в Ревеле впредь до разрешения о нём дела в петербургском жандармском управлении.

Памятник в Повенце на месте дома, где жил Калинин

4 февраля 1904 года полиция вновь арестовала Калинина. К этому времени столичные власти вынесли ему окончательный приговор по совокупности всех государственных преступлений — за причастность к петербургскому «Союзу борьбы за освобождение рабочего класса», по делу Тифлисского социал-демократического кружка 1900 года, а также по делу арестованной в 1903 году в Петербурге социал-демократической группы. По докладу министра юстиции Николая Муравьёва (январь 1904 года) было принято высочайшее повеление о ссылке Калинина в Восточную Сибирь на четыре года. Это решение и послужило поводом для ареста Калинина, которого ревельские власти должны были отправить к месту ссылки этапным порядком, а до отправки заключить под стражу. В ревельской тюрьме Калинин просидел около месяца. Несмотря на содержание под стражей, он сумел передать эстонским друзьям необходимые адреса и другие сведения. Однако из-за начавшейся русско-японской войны высылка в Сибирь прекратилась в связи с загрузкой транспорта, перевозившего войска и технику через Сибирь на Дальний Восток. Через неделю после ареста, 11 февраля 1904 года было решено заменить ссылку в Восточную Сибирь высылкой в Олонецкую губернию. 30 марта Калинин был отправлен по этапу из Ревеля в Петрозаводск, а затем — в Повенецкий уезд. 16 мая 1904 года с партией ссыльных он был передан приставу 2-го стана Повенецкого уезда. Калинина отправили на жительство в деревню Мяндусельга, находившуюся в 75 вёрстах от Повенца. Однако отсутствие работы и голод заставили его просить о переводе в уездный центр. В Повенце поселился в доме мещанки Е. Р. Юшковой, на углу Пудожской и Соборной улиц. Постоянной работы не было. Он помогал работникам в кузнице, разносил булки по квартирам из пекарни.
С 1904 по 1905 год отбывал ссылку в Олонецкой губернии, стал вожаком ссыльных большевиков. Затем уехал на малую родину.
Неожиданно два обстоятельства облегчили Калинину выезд из Повенца. Согласно высочайшему манифесту 11 августа 1904 года, срок его ссылки должен был сократиться на 1/3 (до 4 октября 1906 года). В конце декабря 1904 года Калинину по его прошению разрешили поездку на родину для свидания со старыми больными родителями. Незадолго до отъезда из Повенца Калинин узнал о событиях 9 января 1905 года в Петербурге. В январе 1905 года Калинин покинул Повенец. Он договорился о поездке в Петербург с конным обозом, везущим по зимнему пути сухие грибы, сущик и другие товары. Поскольку на руках было лишь «Проходное свидетельство № 5 для следования в село Троицу Тверской губернии», то после встречи с товарищами в Петербурге Калинин решил выехать в Верхнюю Троицу, чтобы там заявить о себе и уж после возвратиться в Петербург. После недолгого пребывания в столице Калинин выехал в Верхнюю Троицу, где некоторое время находился под надзором полиции.
В сентябре 1905 года нелегально приехал в Петербург. Записался в рабочую боевую дружину. Участвовал в революции 1905 года. Тогда же познакомился с Лениным. Тогда же 30-летний Михаил завязал роман с Екатериной Лорберг, ткачихой из семьи православных эстонцев. У Екатерины был сын Валериан, а вскоре у пары родилась дочь Юля. Свадьбу отметили в кругу друзей в июне 1906 года.
В апреле 1906 года — делегат IV Объединительного съезда РСДРП в Стокгольме. В 1907 году вернулся в Верхнюю Троицу. В 1908 г. семья перебралась в Москву. В 1910 г. арестовывался там, после чего отбыл в Верхнюю Троицу. В начале 1911 г. нелегально перебрался в Петербург и устроился работать шлифовщиком на Петербургский орудийный завод, однако проработал немного, до 1913 года, когда был уволен с формулировкой «За бунтарское поведение». Вновь арест и высылка в Верхнюю Троицу; в этот же период кооптирован в состав Петербургского комитета.
На 6-й конференции РСДРП (1912) намечен кандидатом для кооптации в ЦК РСДРП(б) и введён в состав Русского бюро ЦК. В 1913 г. арестовывался.
8 января 1916 года был арестован петроградской охранкой (последний, четырнадцатый раз) и до декабря 1916 года сидел в тюрьме, когда был выпущен оттуда с последующей высылкой в Восточную Сибирь под гласный надзор полиции, но бежал из-под ареста и, перейдя на нелегальное положение, устроившись в небольшую мастерскую возле Финляндского вокзала, продолжал партийную работу в Петрограде.

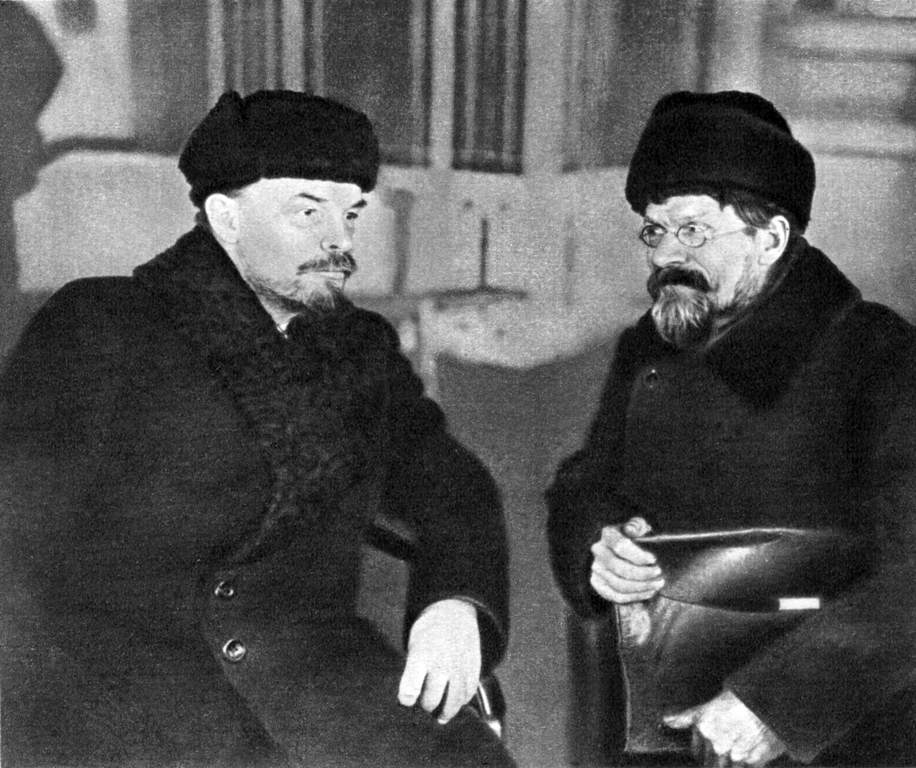
В. И. Ленин и М. И. Калинин на I Всесоюзном съезде трудовых казаков. Москва, 1 марта 1920 г.

В Февральскую революцию был одним из руководителей разоружения охраны и захвата Финляндского вокзала.
В августе 1917 года был избран гласным Петроградской городской думы. Калинин активно участвовал в подготовке и проведении Октябрьской революции. В октябре 1917 года несколько совещаний по подготовке вооружённого восстания были проведены В. И. Лениным в квартире Калинина на Выборгской стороне. После победы Октябрьской революции, в ноябре 1917 года вновь был избран гласным Петроградской городской думы и по решению думы стал городским головой. После роспуска Петроградской городской думы в августе 1918 года возглавил Комиссариат городских хозяйств Союза коммун Северной области и Петроградской трудовой коммуны.

### Председатель ВЦИК
После смерти Я. М. Свердлова в 1919 году был избран председателем ВЦИК. В. И. Ленин, рекомендуя Калинина на этот пост, говорил: «Это товарищ, за которым около двадцати лет партийной работы; сам он — крестьянин Тверской губернии, имеющий тесную связь с крестьянским хозяйством… Петроградские рабочие сумели убедиться, что он обладает умением подходить к широким слоям трудящихся масс…».
Лев Троцкий в своей книге «Портреты революционеров» приписывал себе инициативу избрания М. И. Калинина председателем ВЦИК.
Решение о его избрании принимал пленум ЦК РКП(б) 25 марта 1919 года («за» проголосовали 7, «против» — 4, воздержались — 2), причём пленум обсуждал кандидатуры на этот пост Ф. Э. Дзержинского, А. Г. Белобородова, Н. Н. Крестинского, В. И. Невского и С. В. Иванова. По поручению ЦК Л. Б. Каменев, назначенный председателем фракции, провёл Калинина сначала в состав ЦИК, а затем — и в Председатели.
Во время Гражданской войны вёл пропагандистскую работу, выезжая в районы боевых действий, где выступал как оратор-пропагандист в частях Красной армии и перед местным населением. В 1919 году, после разгрома армии Н. Н. Юденича, выступал в революционном Кронштадте с приветствиями и благодарностью морякам и гарнизону. 1 марта 1921 года, непосредственно накануне Кронштадтского восстания, без охраны, в сопровождении жены, прибыл в крепость с целью склонения к прекращению волнений. На многочисленном митинге на Якорной площади был встречен аплодисментами. Однако, когда попытался агитировать, матросы сорвали его выступление, после чего Калинин беспрепятственно покинул Кронштадт.
Калинин принял участие и в преодолении последствий голода в Поволжье в 1921—1922 годах. Он лично посещал пострадавшие регионы, а Самарская областная клиническая больница носила его имя до 2015 года.
Калинин полностью поддержал новую экономическую политику. В своих статьях призывал не злоупотреблять понятием «кулак».
На 1-м Съезде Советов СССР 30 декабря 1922 года М. И. Калинин был избран одним из Председателей ЦИК СССР. На этой должности он оставался до января 1938 года, когда со вступлением в силу новой Конституции ЦИК был упразднён.

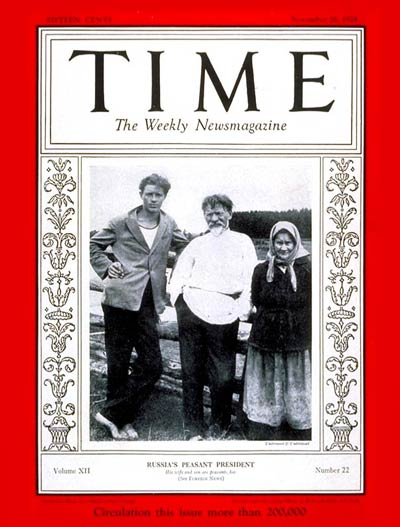
«Российский крестьянский президент» на обложке журнала «Time» в 1928 году

Много ездил по стране, разъясняя политику советской власти местному населению. Например, в мае 1923 года вместе с К. Е. Ворошиловым на агитпоезде «Октябрьская революция» посетил Майкоп и другие города Северного Кавказа, выступал на митингах в Чечне и на землях Терского казачества.
В 1923 году он возглавил общество «Долой неграмотность», координируя деятельность в области просвещения в СССР. Под эгидой общества в стране были созданы 11 тыс. пунктов по ликвидации неграмотности. В конце 1930-х годов уровень грамотности в стране приблизился к 90 %.
В 1926—1946 годах — член Политбюро ЦК ВКП(б).
В 1926 году впервые в советском политическом дискурсе выступил с идеей, что государство диктатуры пролетариата должно постепенно быть заменено общенародным государством.
У граждан СССР в 1920—1940-е годы было принято писать письма М. И. Калинину с самыми разными просьбами о помощи — при раскулачивании, несправедливом аресте, поступлении в военное училище или сложностях в трудоустройстве. Часто Калинин лично или посредством своего секретариата такую помощь тем, кто ему писал, оказывал.
В 1925 году жителями Кимрского уезда Тверской губернии было предложено переименовать город Кимры в честь Калинина, однако он высказался резко против, полагая, что оценка политических деятелей принадлежит потомкам. Однако в 1931 году он сам подписал постановление о переименовании Твери в город Калинин.

### Период борьбы с антисоветской деятельностью
В декабре 1928 г. и в марте 1929 г. (то есть в разгар борьбы Сталина с «правыми» в ЦК) председатель Центральной контрольной комиссии Г. К. Орджоникидзе получил из архивов царской полиции материалы, свидетельствующие о том, что Калинин и Я. Э. Рудзутак, находясь под арестом, дали откровенные показания, на основании которых полиция произвела аресты в подпольных революционных организациях.
В августе 1930 г. в ходе расследования дела «Трудовой крестьянской партии» арестованный профессор Н. П. Макаров показал, что «вредители» наряду с Рыковым и Сокольниковым собирались включить в «коалиционное правительство» также Калинина. Молотов, руководивший в августе 1930 г. делами в ЦК во время отпуска Сталина, сообщил об этом Сталину, предположив, что Макаров «пачкает» Калинина «намеренно», в связи с чем выражал сомнения в целесообразности делать рассылку показаний арестованных всем членам ЦК и ЦКК, а также «руководящим кадрам хозяйственников». На это Сталин ответил: 

Что Калинин грешен, в этом не может быть сомнения. Всё, что сообщено о Калинине в показаниях — сущая правда. Обо всём этом надо осведомить ЦК, чтобы Калинину впредь не повадно было путаться с пройдохами.
В марте и в начале мая 1932 г. при решении в Политбюро вопроса о высылке кулаков, исключённых из колхозов, высказал своё особое мнение. 4 мая на листе голосования опросом постановления о высылке 38 000 крестьянских семей написал: «Я считаю необоснованной такую операцию». Через две недели Политбюро отменило своё решение, остановив уже начавшуюся операцию.
При этом подписью Калинина заверены печально известные законы периода массовых репрессий 1930-х годов.
7 августа 1932 года Михаил Калинин подписал Постановление ЦИК и СНК СССР «Об охране имущества государственных предприятий, колхозов и кооперации и укреплении общественной (социалистической) собственности», на основании которого были арестованы и приговорены к длительным срокам заключения десятки тысяч человек. Решение о пересмотре дел необоснованно осуждённых было принято только в 1936 году.
1 декабря 1934 года — в день убийства С. М. Кирова — Михаил Калинин подписал постановление ЦИК и СНК СССР «О внесении изменений в действующие уголовно-процессуальные кодексы союзных республик», сыгравшее важную роль в организации и юридическом обеспечении массовых репрессий:

Внести следующие изменения в действующие уголовно-процессуальные кодексы союзных республик по расследованию и рассмотрению дел о террористических организациях и террористических актах против работников советской власти:
1. Следствие по этим делам заканчивать в срок не более десяти дней;
2. Обвинительное заключение вручать обвиняемым за одни сутки до рассмотрения дела в суде;
3. Дела слушать без участия сторон;
4. Кассационного обжалования приговоров, как и подачи ходатайств о помиловании, не допускать;
5. Приговор к высшей мере наказания приводить в исполнение немедленно по вынесении приговора.

— Председатель Центрального Исполнительного Комитета Союза ССР М. Калинин.
Секретарь Центрального Исполнительного Комитета Союза ССР А. Енукидзе.
Москва, Кремль.
1 декабря 1934 года
На основании постановления были сформированы сталинские расстрельные списки на более чем 40 тысяч человек. В то же время Калинин не входил в число членов Политбюро, принимавших активное участие в утверждении списков.

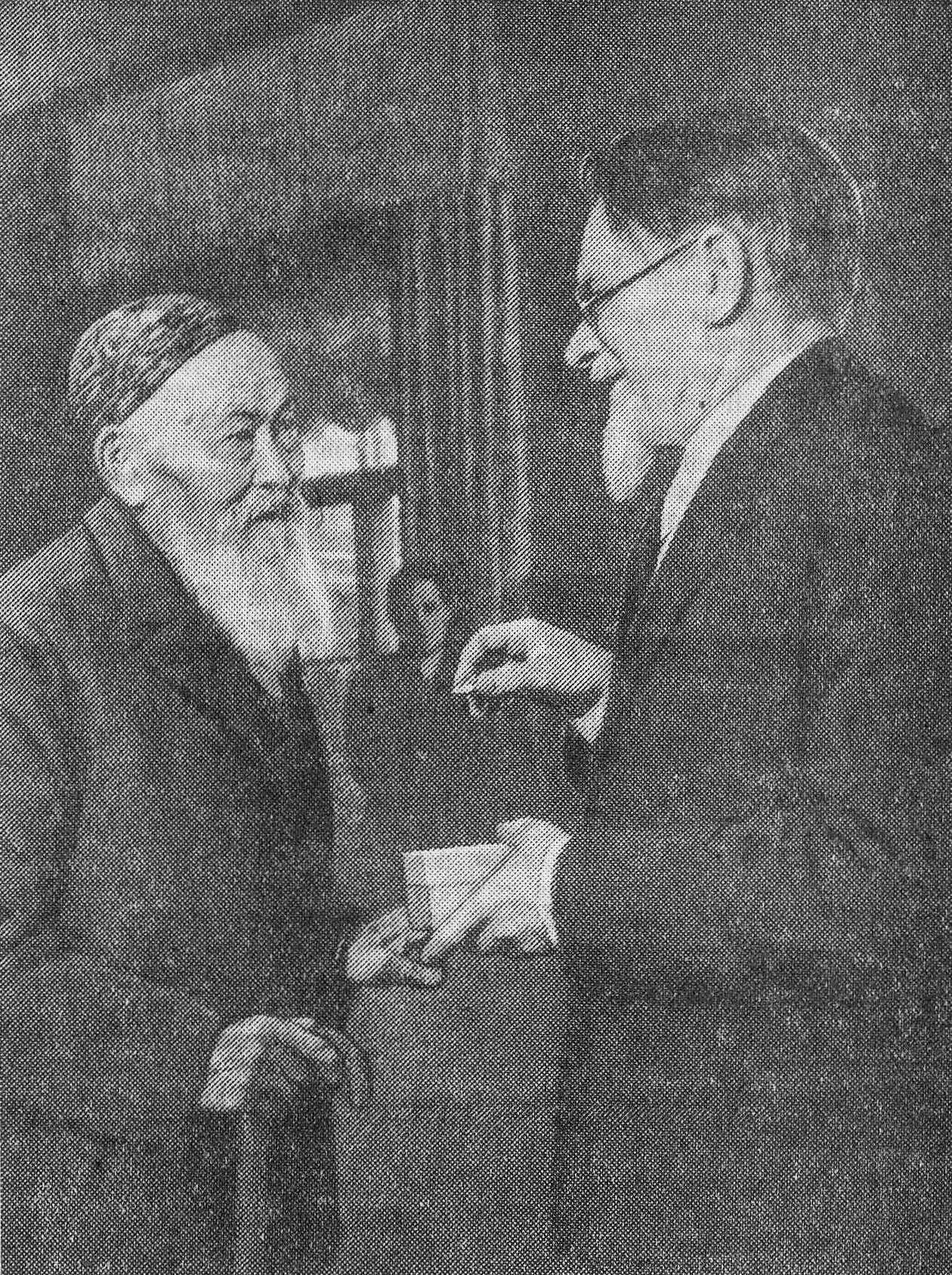
М. И. Калинин вручает акыну Джамбулу Джабаеву орден Ленина. Москва, Кремль, 2 декабря 1938 г.

7 апреля 1935 года Калининым подписано Постановление ЦИК и СНК СССР № 3/598 «О мерах борьбы с преступностью среди несовершеннолетних», снизившее возраст привлечения несовершеннолетних к уголовному суду до 12 лет.
Кроме этого, он поддерживал расширение репрессий в БССР: на шифровке первого секретаря ЦК КП(б)Б Василия Шаранговича с предложением «расстрелять 3 тыс. человек как наиболее враждебных и ведущих активную контрреволюционную работу и выслать из пределов Белоруссии 9800 человек менее активных, но враждебных элементов» под подписями Сталина, Ворошилова, Кагановича, Микояна, Чубаря и Молотова указано: «Калинин — за».

Несмотря на лояльность Сталину, Калинин к нему относился критически. В своих записях Иван Гронский приводил следующее: 
"Забегая несколько вперёд, скажу, что в 1936 году критик Пётр Рожков задал Калинину вопрос: почему так много врагов? Ведь при Ленине их не арестовывали. Ленин пытался их поправить, направить. Калинин ответил: «Сталин — это не Ленин <…> У Ленина все бы работали — и Троцкий, и Зиновьев, и Бухарин. А Сталин это не то — у него нет знаний Ленина, ни опыта, ни авторитета. Он ведёт дело на отсечение этих людей».
17 января 1938 года на I сессии Верховного Совета СССР 1 созыва Михаил Иванович Калинин был избран Председателем Президиума Верховного Совета СССР. В этой должности продолжал широко освещавшиеся в прессе многочисленные поездки по стране, общаясь с гражданами и вручая государственные награды. В частности, на военном параде в Выборге, посвящённом окончанию Советско-финляндской войны (1939—1940), 11 мая 1940 года вручил отличившимся красноармейцам и командирам ордена и медали.
В период культа личности Сталина в искусстве широко тиражировался образ «дедушки Калинина» как одного из высших руководителей государства (например, на картине «И. В. Сталин и члены Политбюро среди детей в Центральном парке культуры и отдыха имени М. Горького»). Известны факты помощи, оказанной Михаилом Калининым пострадавшим от репрессий. Несмотря на это, в октябре 1938 года была арестована его жена Екатерина Ивановна Лорберг по антитеррористическому закону, подписанному самим Калининым после убийства Кирова. Она была освобождена только в июне 1945 года, за год до смерти «всесоюзного старосты», по его личной письменной просьбе к Сталину, сделанной в 1944 году перед смертельно опасной операцией. Несколько месяцев Екатерина Ивановна ухаживала за угасающим мужем.
Хрущёв в своих воспоминаниях писал, что в эпоху сталинизма Калинин занимал чисто номинальные должности, имея очень малое реальное влияние. По мнению исследователей, в связи с арестом жены уменьшились возможности Калинина по оказанию помощи необоснованно репрессированным. В большинстве случаев он мог оказать реальную помощь только в хозяйственно-бытовых вопросах. Сохранилась запись его слов на встрече с жителями Хибиногорска: «Ничего у меня не просите, я человек безвластный. Обращайтесь к Молотову». Тем не менее, за четверть века через приёмную Калинина прошло около восьми миллионов посетителей, и просьбы многих были удовлетворены.
22 июня 1941 года в первый день Великой Отечественной войны Председатель президиума Верховного совета СССР Михаил Калинин подписывает указы о введении военного положения, об образовании Ставки Главного командования, о военных трибуналах и о всеобщей мобилизации для военнообязанных с 1905 по 1918 года рождения.
В годы Великой Отечественной войны Калинин продолжал занимать пост Председателя Президиума Верховного Совета СССР, руководителя верховного органа СССР, исполнял в основном формальные функции главы государства. К его обязанностям относились приём послов, подпись указов о награждениях, торжественное вручение самых высоких наград.

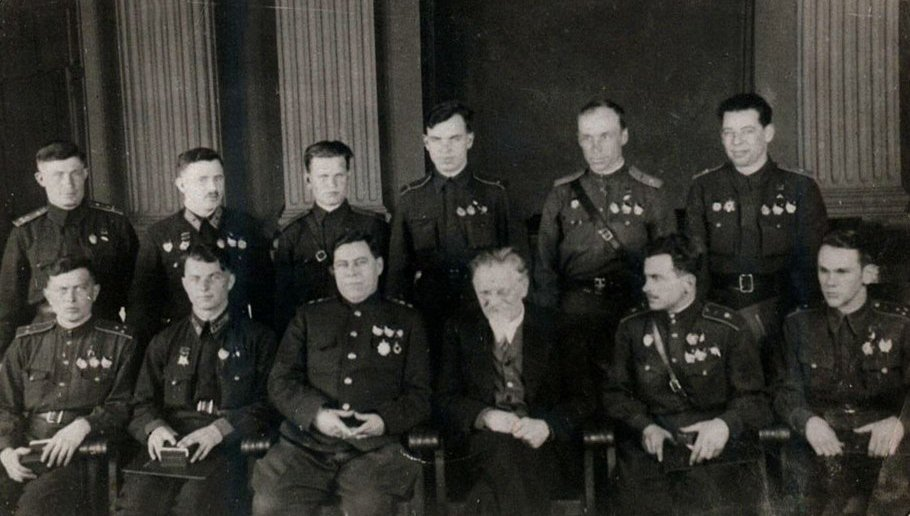
М. И. Калинин среди бойцов и командиров Красной Армии, награждённых государственными наградами. г. Москва, Кремль 1943 г.

Несмотря на то, что войну он встретил уже немолодым и не слишком здоровым человеком, Калинин проводил многочисленные встречи, совершал поездки на фронт для встреч с бойцами и командованием действующих армий. Он лично констатировал крах гитлеровского блицкрига и подготовил десятки брошюр, статей и сборников, призывая воевать с нацизмом. Также Калинин работал над восстановлением освобождённых территорий. Напряжённая, на пределе сил работа окончательно подорвала его здоровье и приблизила уход из жизни.

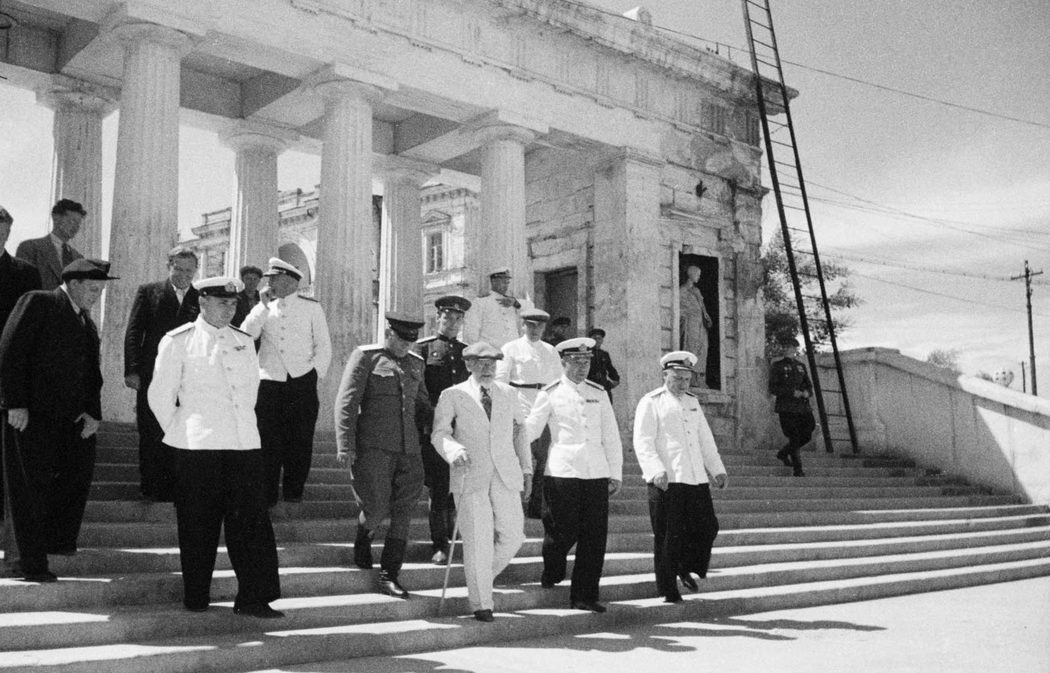
М. И. Калинин на Графской пристани, Севастополь, 1 июня 1945 года. Фото Ю. Соколова

Указом Президиума Верховного Совета СССР от 29 марта 1944 года «за выдающиеся заслуги в деле строительства и укрепления Советского государства» и в связи с 25-летием пребывания на посту руководителя верховного органа Советского государства Калинину Михаилу Ивановичу присвоено звание Героя Социалистического Труда с вручением ордена Ленина и золотой медали «Серп и Молот».

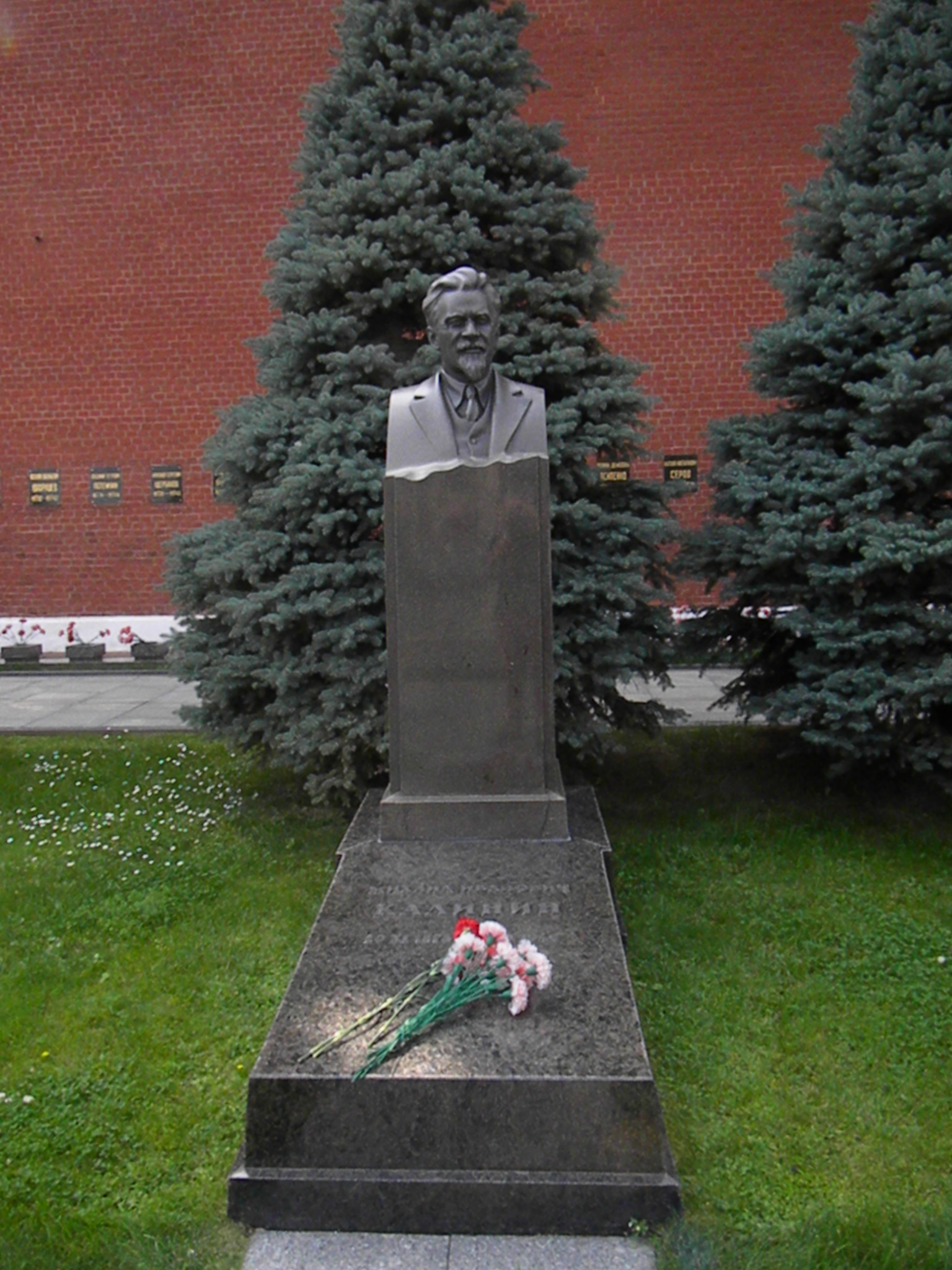
Надгробный памятник у Кремлёвской стены

В связи с болезнью 19 марта 1946 года на первой сессии Верховного Совета СССР II созыва Михаил Калинин был освобождён от обязанностей Председателя Президиума Верховного Совета СССР и избран членом Президиума Верховного Совета СССР. Отправился в Крым на отдых, но при постоянных встречах и собраниях отдохнуть ему так и не удалось.
По возвращении из Крыма у Михаила Ивановича была зафиксирована терминальная стадия рака кишечника, от которого он скончался 3 июня 1946 года.
Похоронен 6 июня 1946 года на Красной площади в Москве у Кремлёвской стены.

## Семья

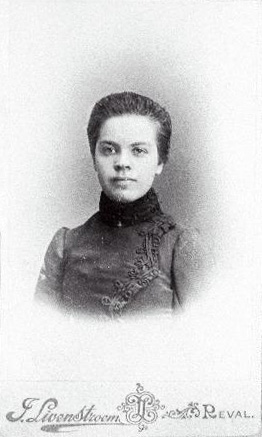
Екатерина Калинина (Екатерина Лорберг), 1905 год

В 1906 году женился на Екатерине Ивановне (Иоганновне) Лорберг (Jekaterina Loorberg, 1882—1960), работнице хлопчатобумажной фабрики из Ревеля, эстонке по национальности (познакомились они в дни революции 1905 года). Благодаря женитьбе Калинин смог получать в тюрьме партийную прессу.
25 октября 1938 года Екатерина Калинина была арестована НКВД по обвинению в «антисоветской деятельности и связях с троцкистами и правыми» и подверглась пыткам в Лефортовской тюрьме. Осуждена Военной коллегией Верховного Суда СССР 22 апреля 1939 года по статье 58 УК РСФСР и приговорена к 15 годам в трудовых и исправительных лагерях с лишением гражданских прав на пять лет. 
Дети: сыновья Валерьян (1904—1947) и Александр (1908—1988), дочери Лидия (1912—1961), Анна (1916—1965), Юлия.

## Награды и почётные звания[47]
- Герой Социалистического Труда (1944);
- Три ордена Ленина (1935, 1944, 1945);
- Два ордена Красного Знамени (1928, 1930);
- Медаль «За оборону Москвы» (1944);
- Медаль «За победу над Германией» (1945);
- Медаль «За доблестный труд в Великой Отечественной войне 1941—1945 гг.» (1945);
- Почётный курсант Московского высшего военного командного училища.

## Увековечение памяти

Памятник М. Калинину на площади Калинина в Калининграде (1959, скульптор Б. Едунов)

### Населённые пункты
- В 1922 году в Донецкой губернии был основан посёлок городского типа Калининский.
- В ноябре 1923 года село Монастырское в Забайкалье, которое М. И. Калинин посетил 29 июля 1923 года, было переименовано в Калинино.
- В 1927 году поселение Большая Сейдеминуха (Херсонская область) переименовано в Калининдорф, в 1944 году — в Калининское. С 2016 года называется Калиновское.
- В 1928 году посёлок Подлипки переименован в Калининский, а в 1938 году — в город Калининград (с 1996 года Королёв).
- 20 ноября 1931 года именем М. И. Калинина был назван город Тверь (в 1990 году название было восстановлено).
- В 1937 году посёлок Воронцовка в Армянской ССР переименован в Калинино (город с 1983 года). C 1991 года — город Ташир (Армения).
- В 1938 году деревня Берёзовая Заводь стала рабочим посёлком имени М. И. Калинина.
- На момент смерти Калинина на карте страны уже были посёлок Калининец под Москвой, Калининаул и другие населённые пункты.
- 4 июля 1946 года областной центр Кёнигсберг был переименован в Калининград.
- В 1956 году образован город Калининабад (ныне — Левакант).
- В 1957 году станица Поповичевская Краснодарского края переименована в Калининскую.
- В 1962 году рабочий посёлок Баланда́ переименован в честь М. И. Калинина в город Калининск; на площади, где он выступал, установлен ему памятник.

### Улицы, проспекты, площади
В советское время улица Калинина была в каждом более или менее крупном городе. Из них можно выделить проспект Калинина в Барнауле длиной в 5 километров и Калининский проспект в Москве (Новый Арбат). Во многих населённых пунктах бывшего СССР эти улицы, проспекты, площади, парки, районы и прочие объекты сохранили своё название и в постсоветский период. На 2013 год имя Калинина в России носили 3358 площадей, проспектов, улиц и переулков, большая часть которых названа в честь М. И. Калинина.
Например, в августе 1946 года один из районов Ленинграда получил название Калининский район. С 1941 по 1991 годы нынешний район Москвы Лефортово (район Москвы) назывался Калининским. Существуют Калининские районы в Горловке, Донецке, Махачкале, Новосибирск, Тюмени, Уфе, Челябинске.

### Предприятия и учреждения

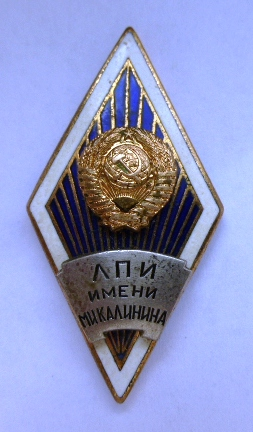
Нагрудный знак выпускника ЛПИ (СССР, 1980-е гг.)

В советский период имя М. И. Калинина получили многие предприятия и их подразделения (заводы, фабрики, санатории и т. п.). В некоторых официальных названиях имя Калинина сохранилось вместе с соответствующими мемориальными досками и памятниками на территории предприятий, несмотря на реорганизации юридических лиц.
Например, в честь Калинина в 1946 году станция Московского метрополитена «Улица Коминтерна» была переименована в «Калининскую» (с 1990 года — «Александровский сад»). В одном из вестибюлей станции стоит бюст М. И Калинина. Именем «всесоюзного старосты» была названа и Калининская линия Московского метрополитена (планируется формирование Калининско-Солнцевской линии).
Среди учебных заведений, в разное время носивших имя М. И. Калинина, можно отметить следующие:
- Андижанский государственный медицинский институт.
- Благовещенский государственный педагогический университет.
- Владивостокская пехотная школа.
- Киевское высшее военное инженерное дважды Краснознамённое училище связи имени М. И. Калинина.
- Красноярский институт цветных металлов.
- Крымский сельскохозяйственный институт имени М. И. Калинина.
- Ленинградский политехнический институт.
- Военная артиллерийская ордена Ленина Краснознамённая академия имени М. И. Калинина (Ленинград).
- Московский институт цветных металлов и золота имени М. И. Калинина.
- Московское художественно-промышленное училище имени М. И. Калинина.
- Омский государственный медицинский институт.
- Саратовский институт механизации сельского хозяйства имени М. И. Калинина.
- Таджикский институт физической культуры имени М. И. Калинина.
- Туркменский сельскохозяйственный институт имени М. И. Калинина.
- 2-е Ульяновское танковое училище.

### Корабли и войсковые части

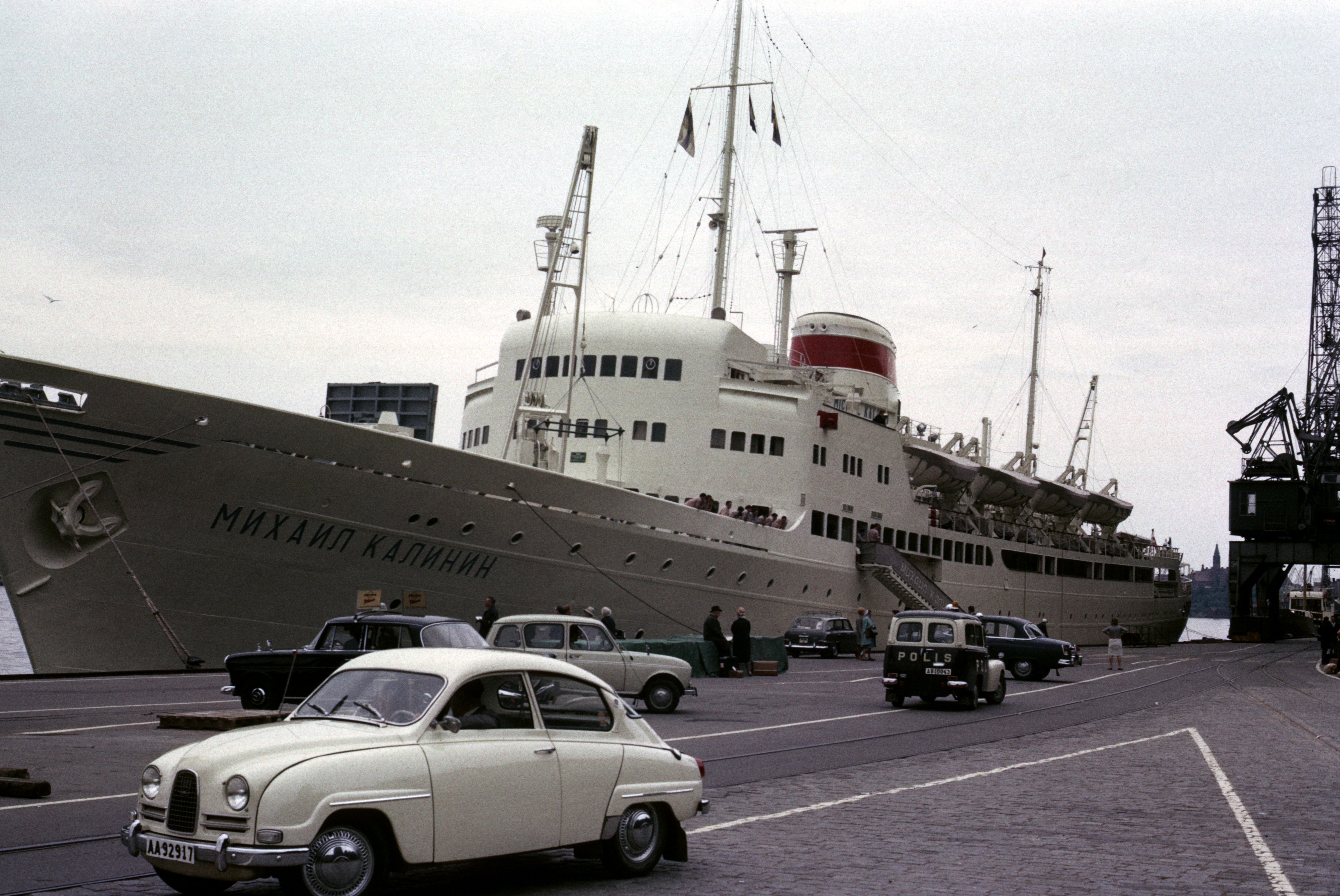
Морской грузопассажирский лайнер

- Гвардейская мотострелковая Таманская ордена Октябрьской революции Краснознамённая дивизия имени М. И. Калинина.
- Эсминец «Калинин» (1925—1941).
- Лёгкий крейсер «Калинин» (1938—1963).
- Морской 4-палубный грузопассажирский лайнер «Михаил Калинин» (1960—1994).
- Тяжёлый атомный ракетный крейсер «Калинин» (1983—1992). Переименован в «Адмирал Нахимов».
- Речной пассажирский круизный 4-палубный теплоход «Михаил Калинин» (1981).

### Музеи, посвящённые Калинину
15 апреля 1940 года по инициативе местных жителей и партийных органов на родине Калинина был открыт дом-музей М. И. Калинина, ставший впоследствии филиалом Тверского государственного объединённого музея.
В 1950 году, через 4 года после смерти Калинина, в Москве в бывшей усадьбе Шаховских — Красильщиковой был открыт Государственный музей М. И. Калинина. В 1990 году музей получил статус филиала Музея Революции, в 1991 году экспозиция музея была демонтирована, а его коллекции вошли в собрание ГЦМСИР.

### Памятники
После смерти «всесоюзного старосты» постановлением Совета Министров СССР от 30 июня 1946 года «Об увековечении памяти Михаила Ивановича Калинина» было предписано «соорудить памятник М. И. Калинину в Москве, Ленинграде и Калинине».
- В Ленинграде памятник Калинину по проекту скульптора М. Г. Манизера открыт в 1955 году на одноимённой площади.
- Памятник в Калинине (Твери) работы скульптора С. Н. Попова был открыт в 1955 году на площади Революции. В 2014 году его переместили в сквер в Пролетарском районе Твери на проспект его же имени.
- В Москве только в 1968 году было выбрано будущее расположение памятника на Калининском проспекте (ныне улица Воздвиженка), в 1971 году началось проектирование. Торжественное открытие памятника М. И. Калинину состоялось 26 апреля 1978 года. Его авторы — скульптор Б. И. Дюжев и архитектор Е. И. Кутырев. Памятник, отличающийся сидячей позой в кресле, был решением Московского городского Совета народных депутатов от 24 октября 1991 г. демонтирован и размещён в экспозиции парка «Музеон».

Впоследствии памятники Калинину были установлены во многих других городах СССР.
- В 1959 году в Калининграде на площади Калинина у железнодорожного вокзала открыт 10-метровый памятник Калинину (скульптор Б. В. Едунов).
- В Алма-Ате памятник Калинину располагался с 1972 по 2001 год около вокзала «Алматы-2», а в 2001 году был перенесён в сквер за кинотеатром «Сары-арка».
- В 1978 году в Минске на площади Калинина установлен памятник Калинину работы скульпторов И. Н. Глебова и А. Ф. Невзорова.

В числе других памятников: у дома-музея Ленина в Выборге (1957); на территории Машиностроительного завода имени М. И. Калинина в Екатеринбурге (1975); в Грозном (демонтирован); бюсты: в Гомеле у проходной вагоностроительного завода (1950), в Энгельсе у здания вокзала (1972); на территории Сухиничской районной больницы; в Калининграде на проспекте Победы; барельеф в посёлке Повенец (1959); памятник-бюст в селе Бершаково.

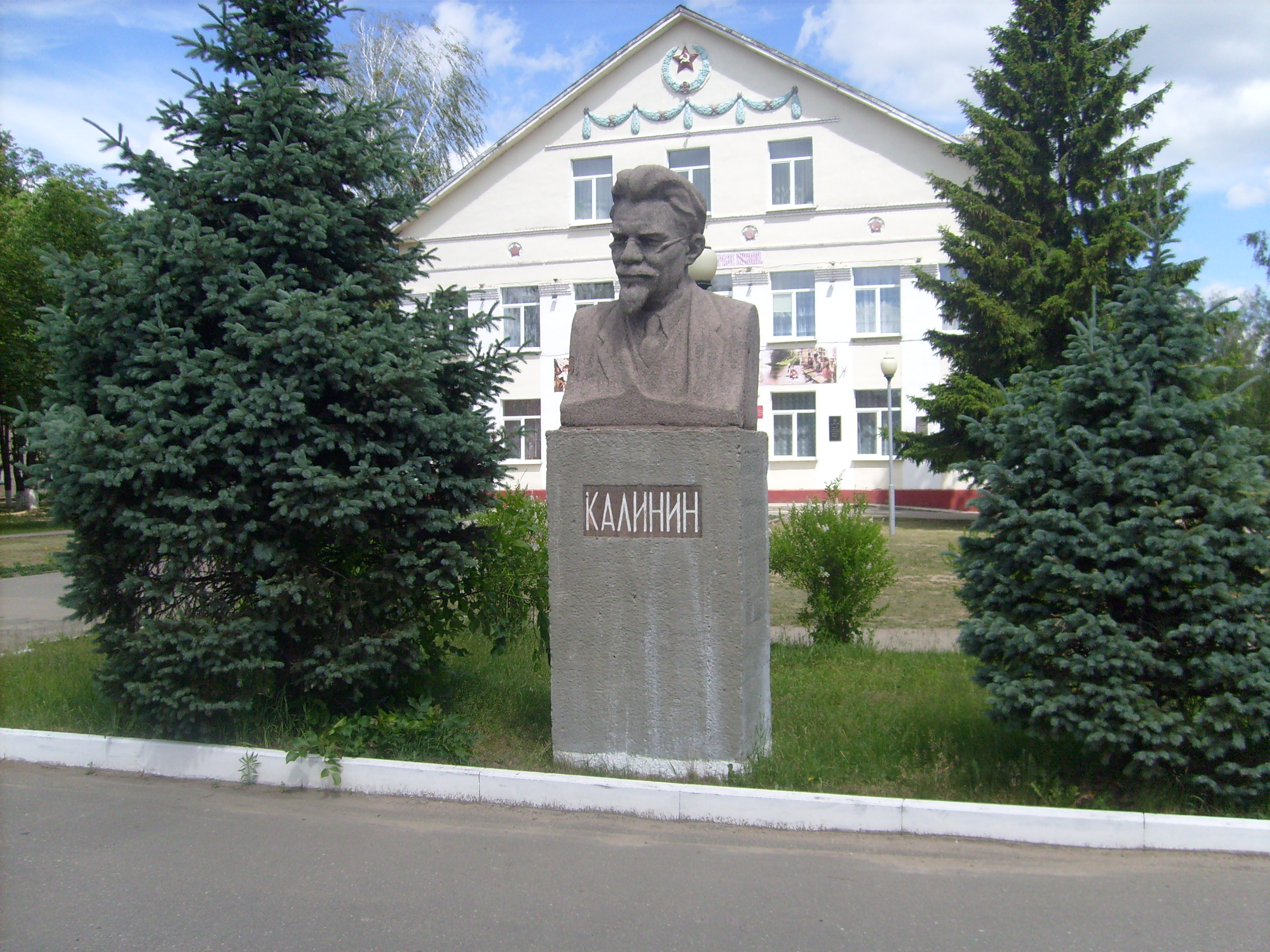
В Быхове («Быхов-1»)
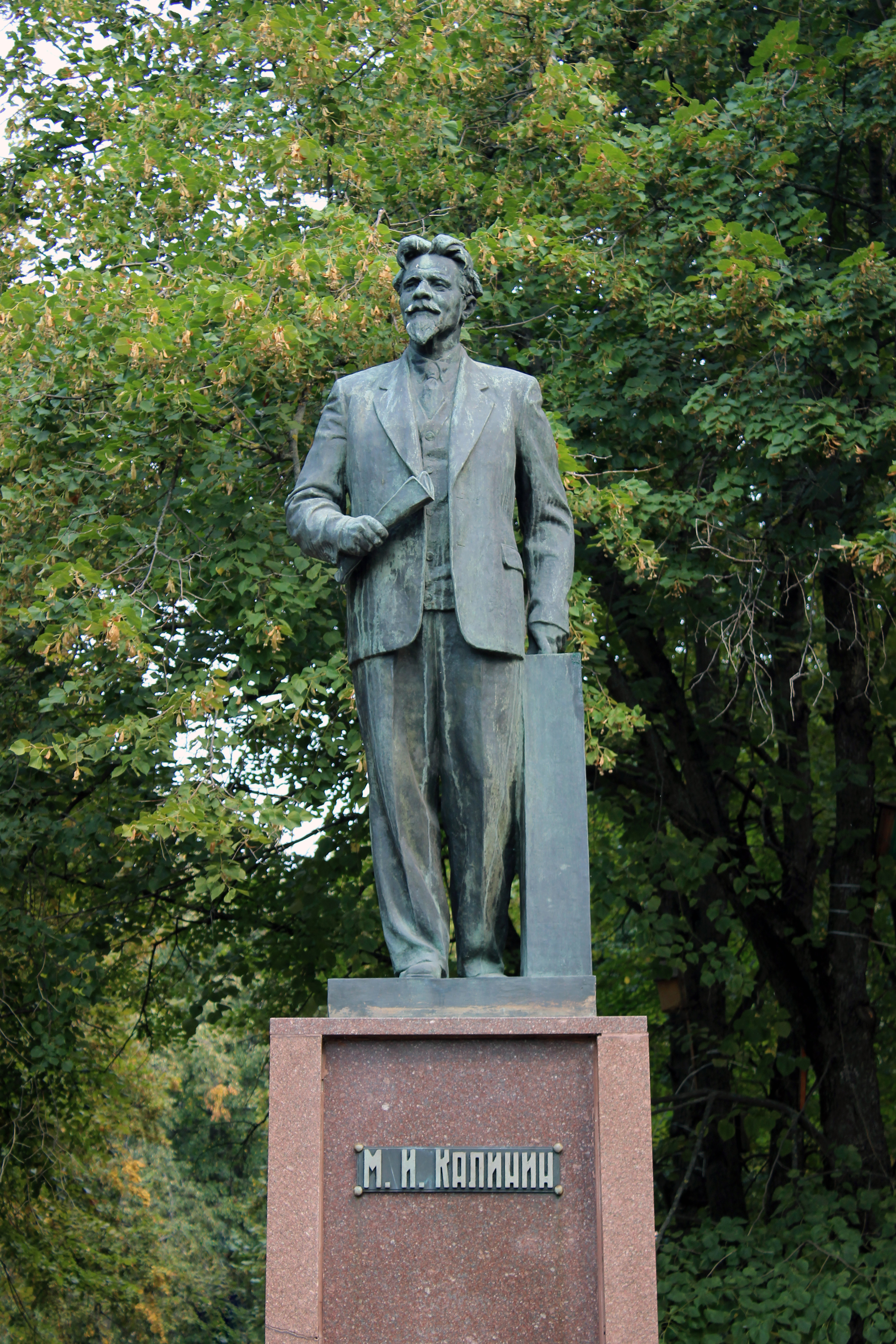
В Клинцах
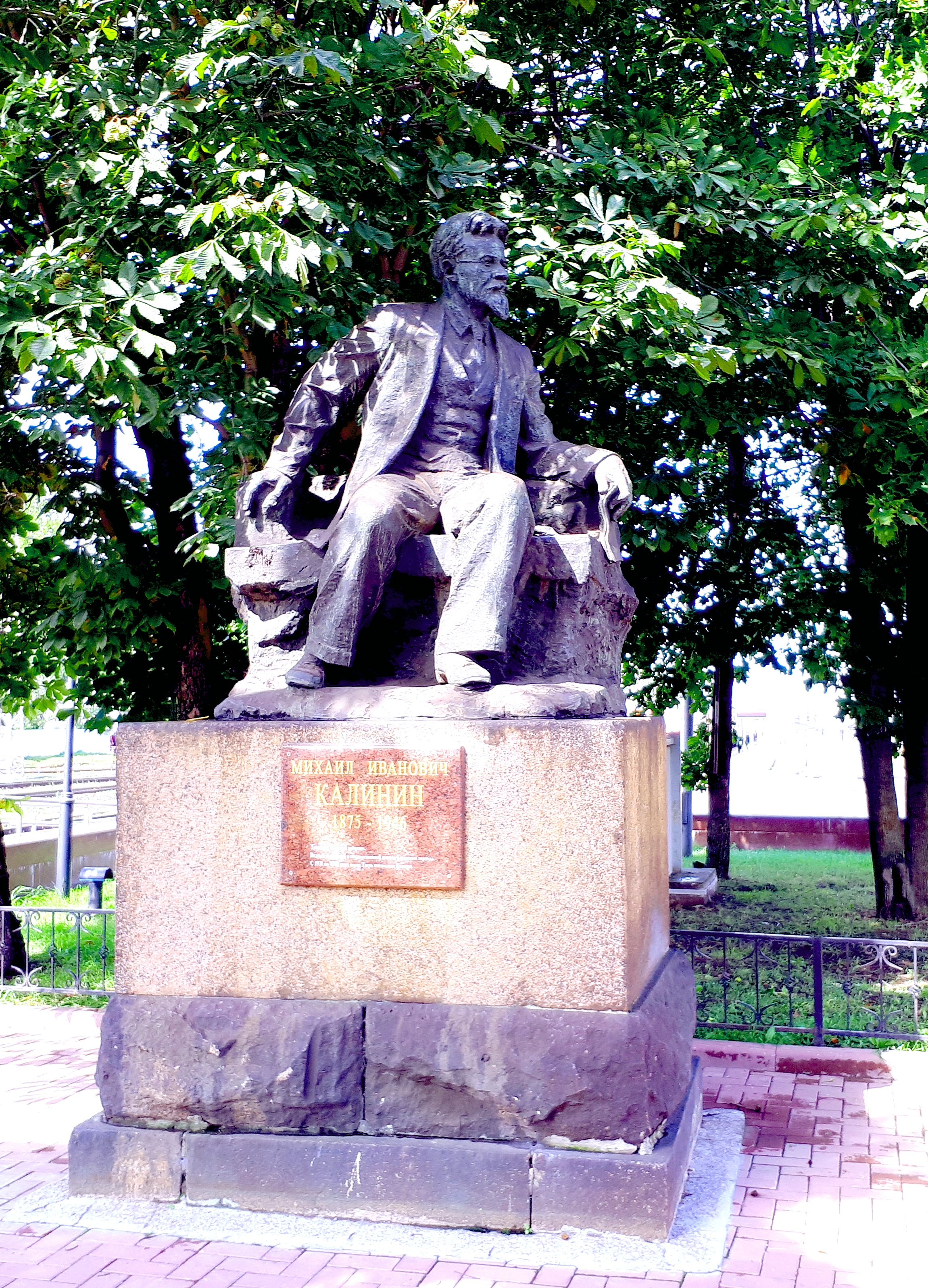
В Твери
В парке им. Калинина в Уфе
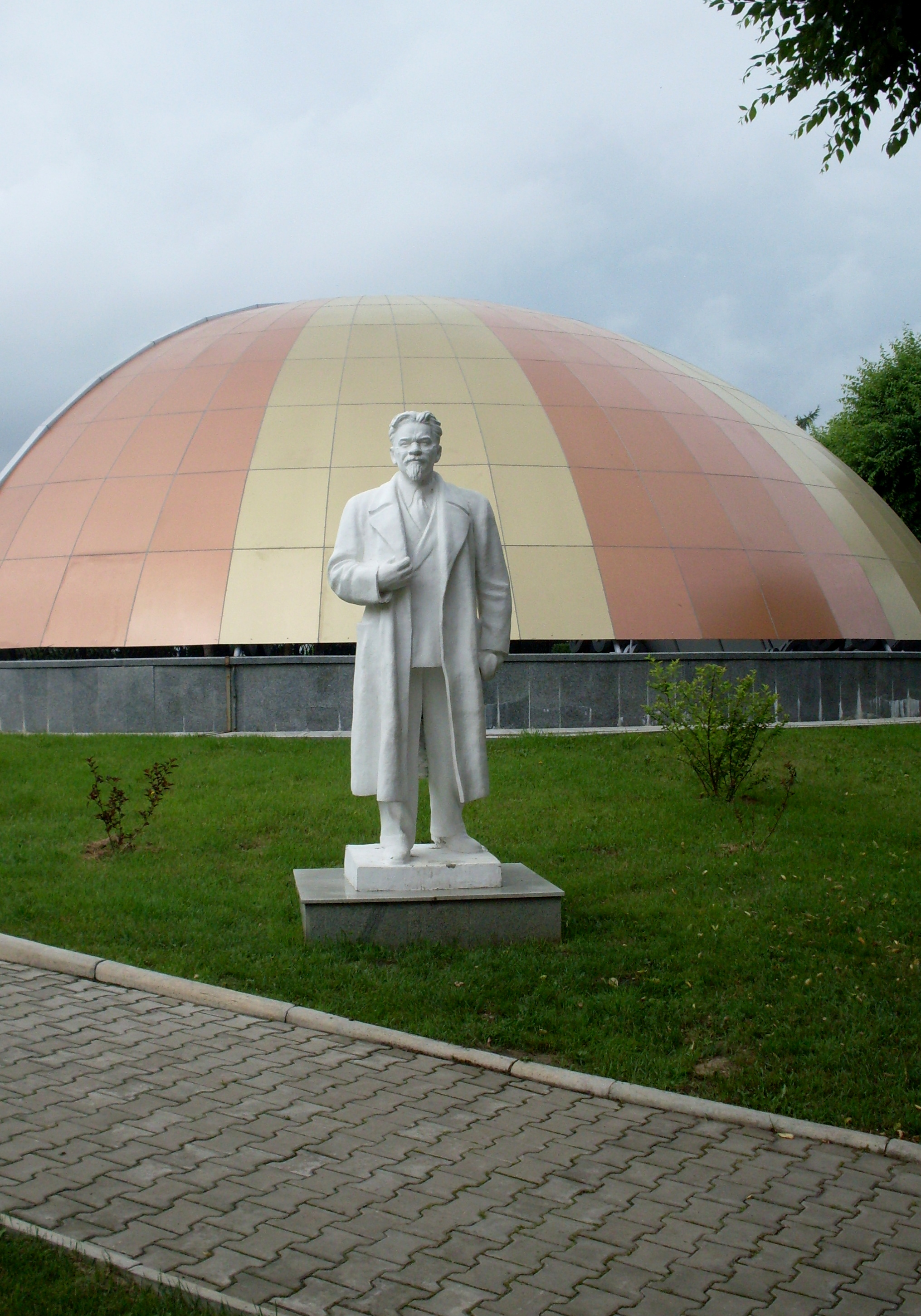
В парке у Хабаровского краевого музея им. Н. И. Гродекова
В Чебоксарах

### Памятные доски
Калинину посвящены многочисленные мемориальные доски, например, в Камышине. Так, в Гомеле они установлены на здании кинотеатра имени Калинина (1957), на здании вагоностроительного завода (1962), на здании железнодорожного вокзала (1964). В 1988 году открыта мемориальная доска Калинину в ОВВКУС имени Калинина в г. Орле (скульптор О. А. Уваров).

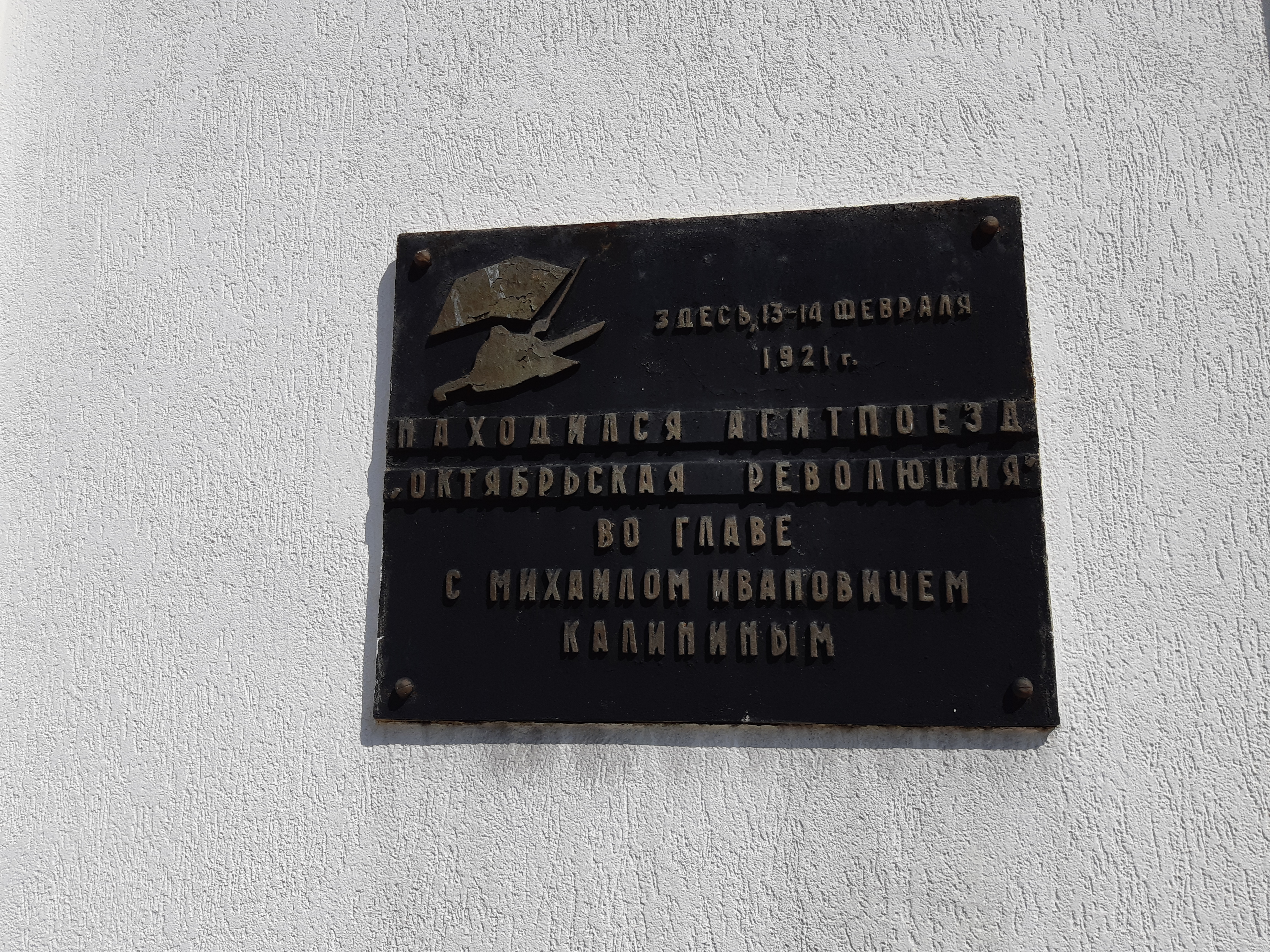
Памятная доска в Майкопе на месте, где стоял агитпоезд «Октябрьская революция»
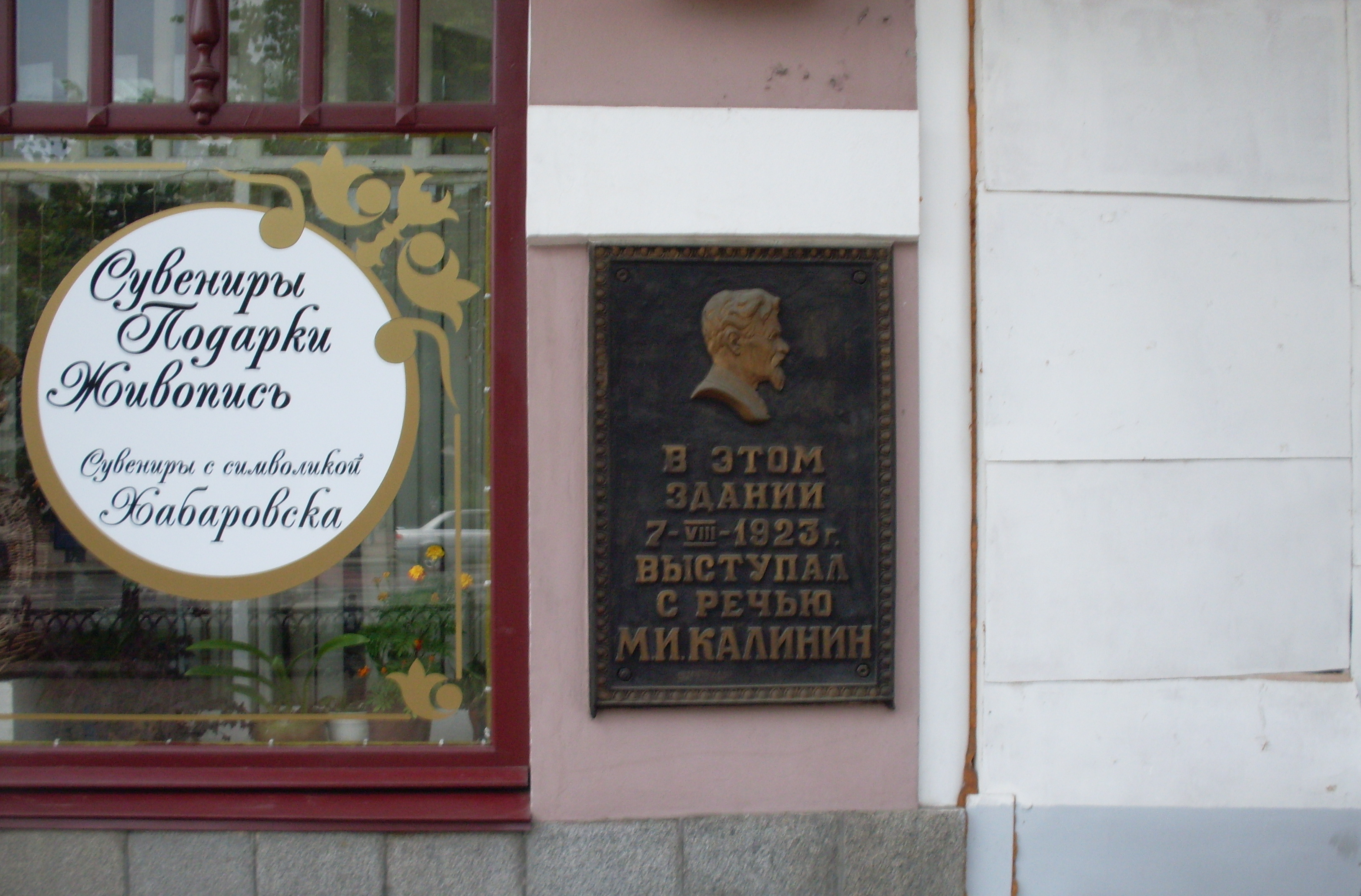
На здании в Хабаровске, с балкона которого М. И. Калинин выступал в 1923 году
На проходной РЭРЗ, Ростов-на-Дону
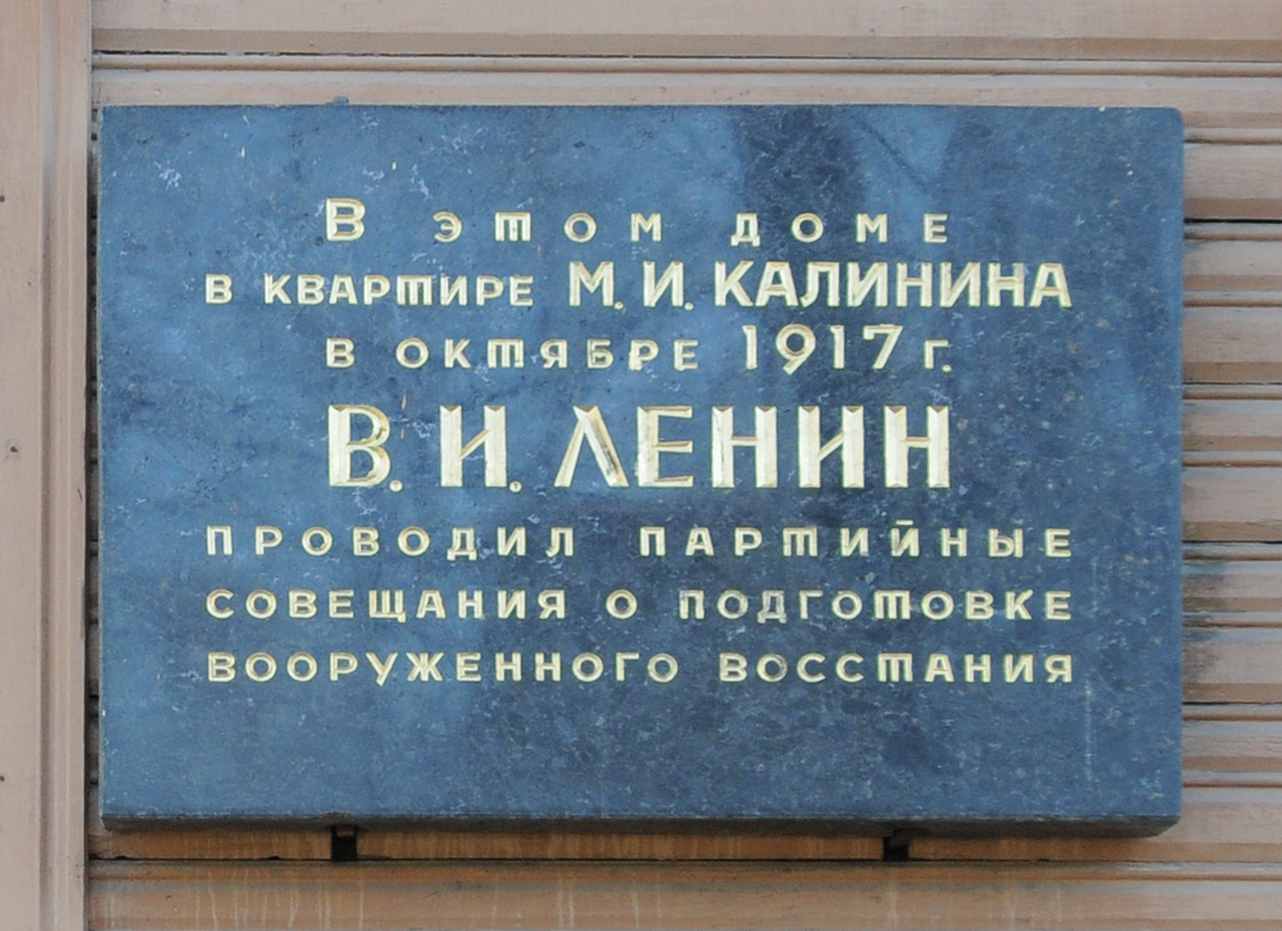
На доме, где проживал М. И. Калинин, Петербург, пр. Энгельса, 92А
В Благовещенске на улице, названной в честь приезда Калинина в город в 1925 году
На здании Ульяновского драмтеатра.
Мемориальная доска на здании депо ст. Ульяновск I.
Мемориальная доска на здании УлГПУ.

### В филателии

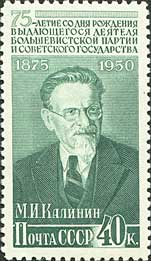
Почтовая марка, 1950 год, 40 коп.
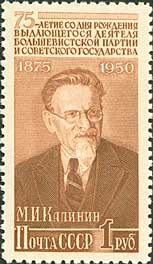
Почтовая марка, 1950 год, 1 руб.
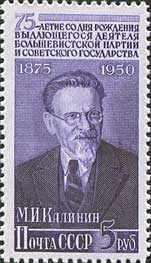
Почтовая марка, 1950 год, 5 руб.

М. И. Калинину посвящено много почтовых марок, выпущенных в честь государственных деятелей СССР, что достаточно редко.

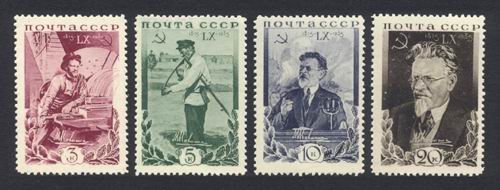
Серия из 4-х почтовых марок СССР, 1935 год[52] (у токарного станка, на сенокосе, на трибуне, портрет)

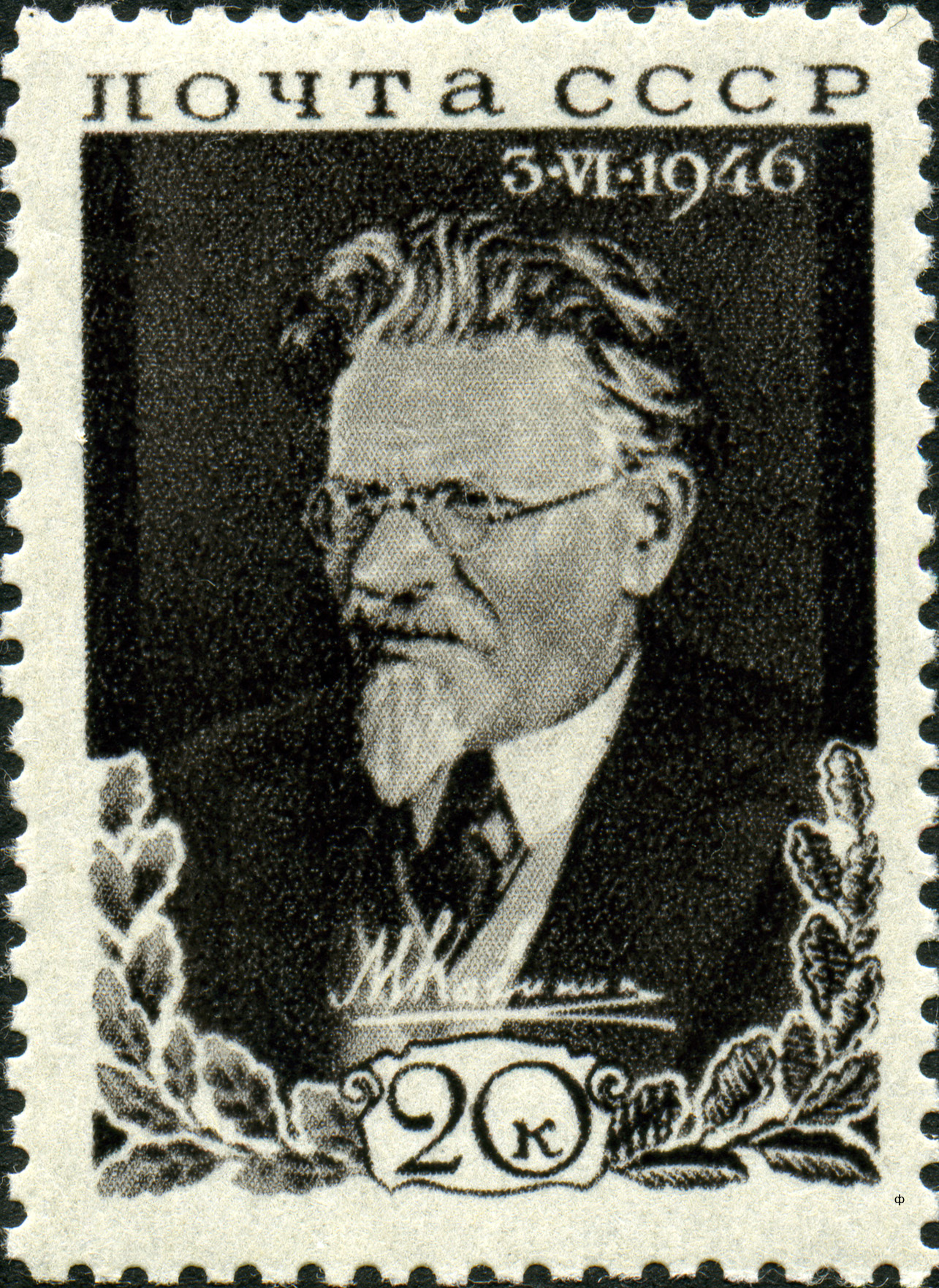
Почтовая марка, 1946 год
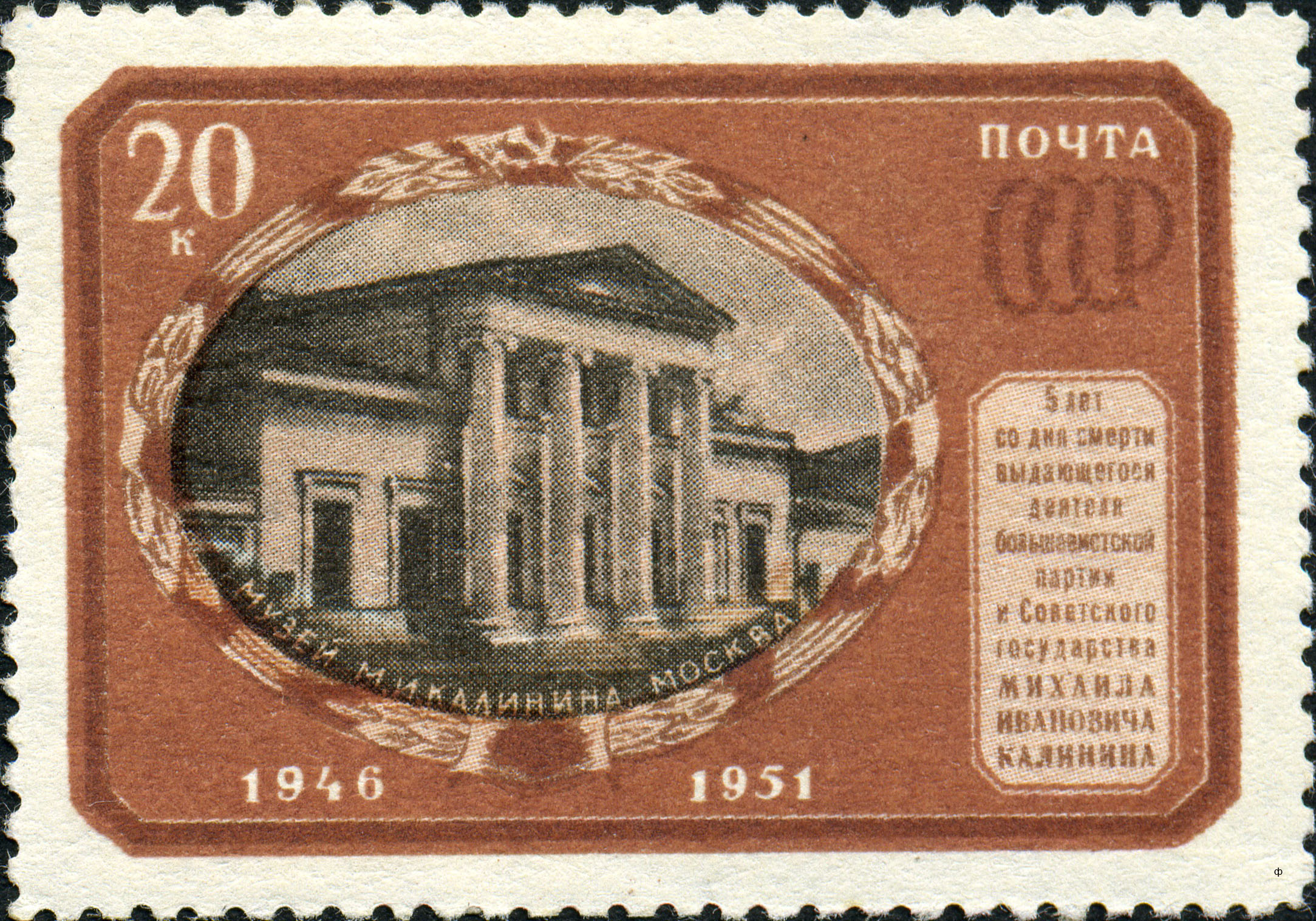
Почтовая марка, 1951 год
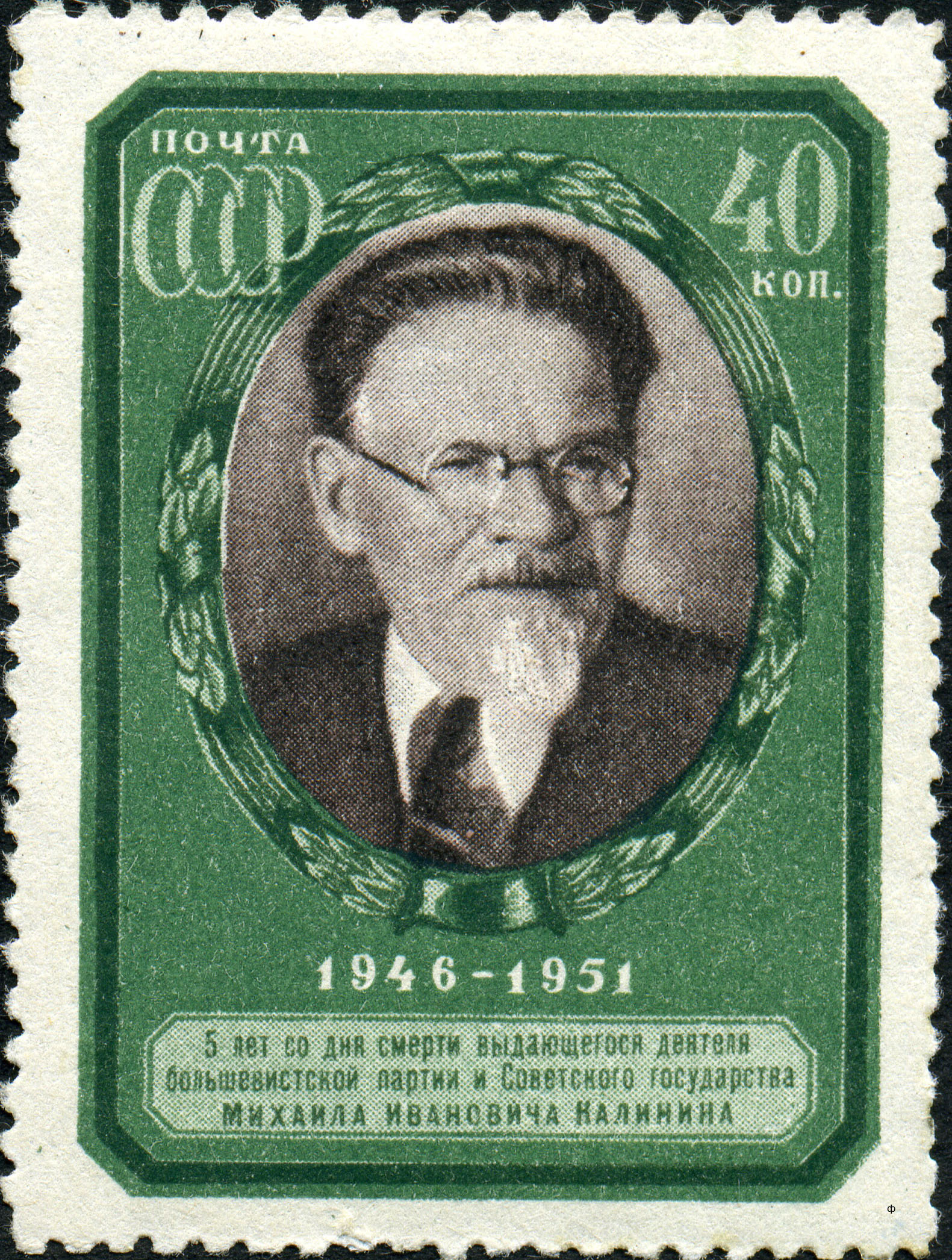
Почтовая марка, 1951 год
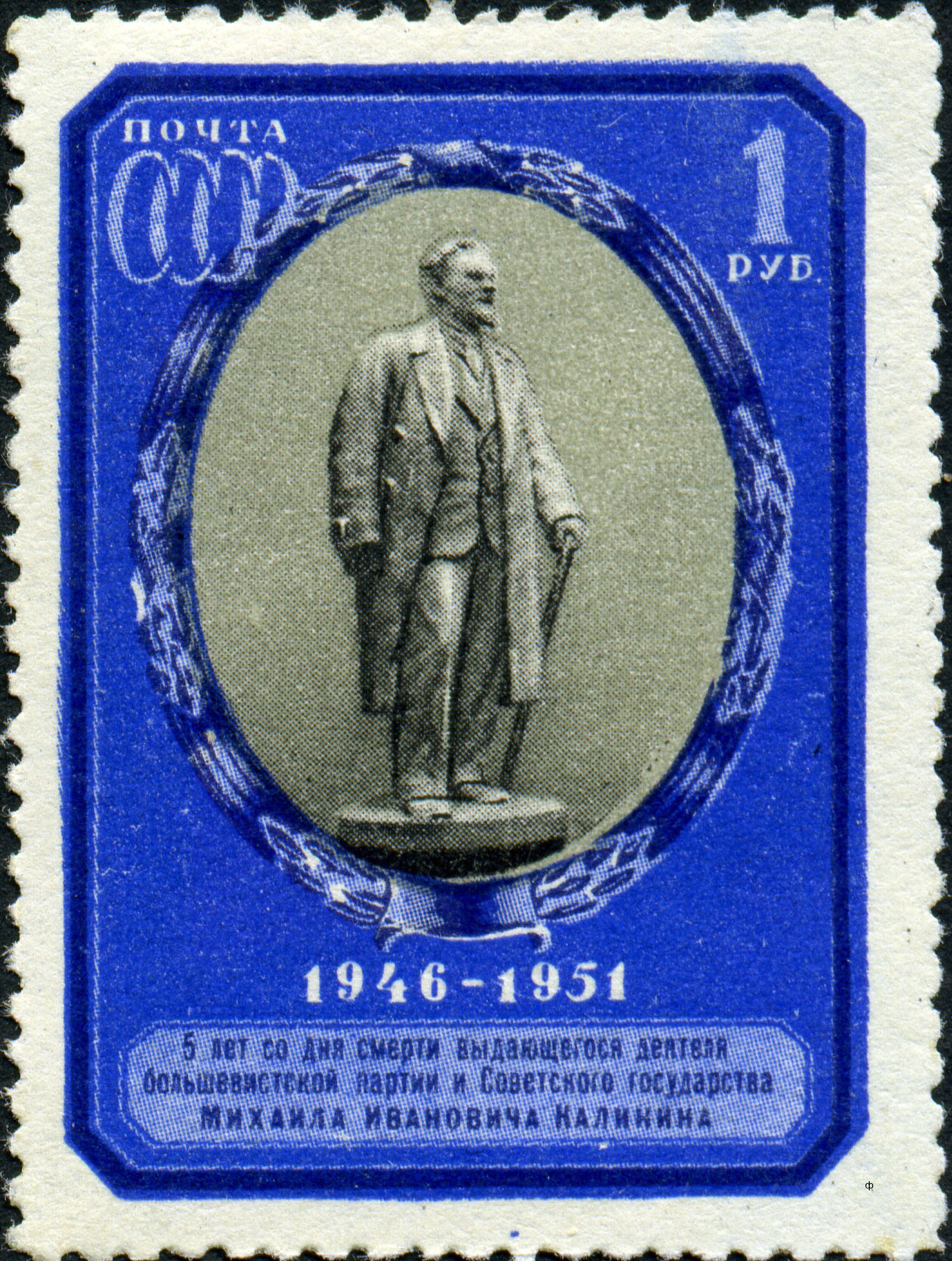
Почтовая марка, 1951 год
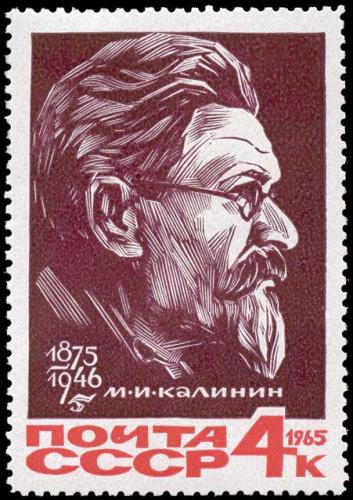
Почтовая марка, 1965 год
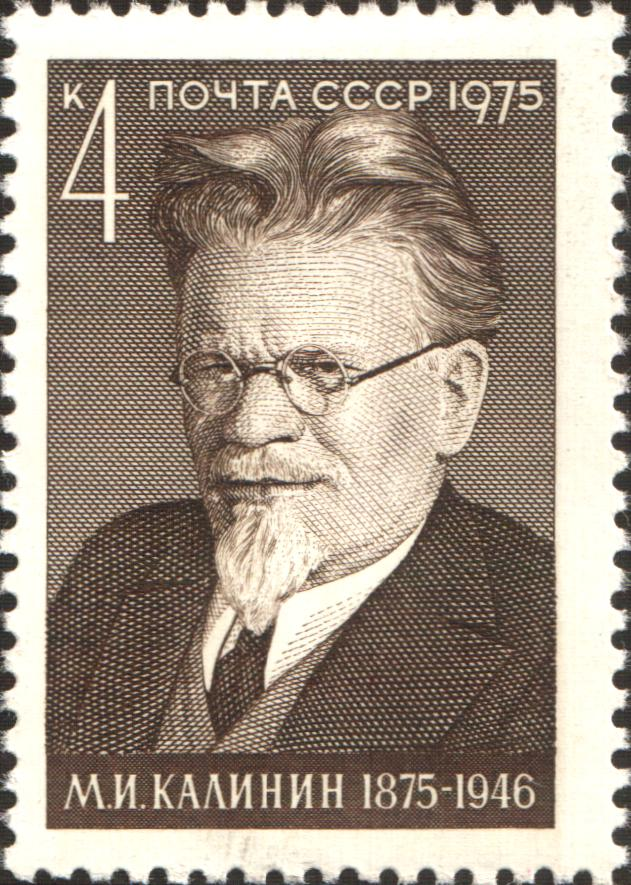
Почтовая марка, 1975 год

- Почтовая марка, 
 1950 год, 40 коп.
- Почтовая марка, 
 1950 год, 1 руб.
- Почтовая марка, 
 1950 год, 5 руб.

## Киновоплощения
- Владимир Соколов («Миссия в Москву», Mission to Moscow, США, 1943).
- Николай Коновалов («Клятва», 1946)
- Гавриил Белов («Падение Берлина», 1949, «Незабываемый 1919-й», 1952)
- Владимир Соловьёв («Мичурин», 1948; «Сталинградская битва», 1949, «Вихри враждебные», 1953; «Ровесник века», 1960)
- Николай Сморчков («Сквозь ледяную мглу», 1965)
- Александр Титов («Звёзды не гаснут», 1971)
- Эрнст Романов («Великий самоед», 1981; «Две главы из семейной хроники», 1982)
- Хайнц Вайсс[нем.] («Матросы Кронштадта» / Die Matrosen von Kronstadt, ФРГ, 1983)
- Анатолий Никитин («Битва за Москву», 1985)
- Евгений Евстигнеев («Пиры Валтасара», 1989)
- Виктор Уральский («В лесах под Ковелем», 1984; «Враг народа — Бухарин», 1990; «Война», 1990; «Ближний круг», 1991)
- Георгий Назаренко («Звезда эпохи», 2005)
- Владимир Старостин («Сталин. Live», 2007)
- Юрий Нифонтов («Тухачевский. Заговор маршала», 2010)
- Александр Вдовин («Орлова и Александров», 2015)
- Ярослав Воронцов («Крылья Империи», 2017)
- Олег Радченко («Ростов», 2019)

## Адреса в Санкт-Петербурге — Петрограде
- 1889—1896 — комната в квартире Д. Д. Мордухай-Болтовского в доходном доме — Соляной переулок, 7;
- 1896—1897 — комната в ныне утраченном «доме Ушакова», располагавшемся по адресу Петергофское шоссе, 29 на месте нынешнего дома 17 по пр. Стачек[53][54].
- 1905 — комната в ныне утраченном доме 38 по бывшему Петергофскому шоссе[55][56].
- 1912—1916 — «Дача Калинина», дом 46 по Арктической улице[56][57].
- 1917 — комната в доме 92А по пр. Энгельса[58].
- 1918—1919 — Большая Дворянская улица, 4.

## Архивные фонды
Фонд М. И. Калинина хранится в Российском государственном архиве социально-политической истории.